# クイーンアンズ郡 (メリーランド州)
クイーンアンズ郡（英: Queen Anne's County）は、アメリカ合衆国メリーランド州の東海岸部に位置する郡である。2010年国勢調査での人口は47,798人であり、2000年の40,563人から17.8%増加した。郡庁所在地はセンタービル町（人口4,285人）であり、同郡で人口最大の町でもある。ただし、国勢調査指定地域のスティーブンスビルには6,803人が住んでいる。郡名はイギリスのアン女王に因んで名付けられた。アンは郡が設立した1706年に退位した。
クイーンアンズ郡はボルチモア・ワシントン大都市圏に属している。チェサピーク湾橋で東海岸部にあるクイーンアンズ郡と西海岸部にあるアナランデル郡が繋がれている。

## 歴史
クイーンアンズ郡には265マイル (424 km) の海岸線があり、その多くはチェサピーク湾東海岸から突き出ているケント島のものである。この海域から漁師がカキ、カニ、テラピン（食用カメ）を獲ってくる。渡りの水鳥がここで越冬するので、昔からカリやカモの猟が重要な役割を果たしてきた。メリーランドで最初の開拓地は1631年8月21日のケント島であり、25人の開拓者が領主館、砦などを建設した。この開拓地はウィンストンの島と呼ばれた。最初の家屋は丸太小屋のようなものだった。郡内には多くのアメリカ合衆国国家歴史登録財があるが、最初の開拓地は残っていない。最古クラスの町はスティーブンスビルであり、初期にはブロードクリークと呼ばれていた。
1650年、ケント島でアメリカでは初の記録に残るキツネ狩りが行われた。1706年、クイーンアンズ郡は1人の保安官の下に組織され、領域はタルボット郡、ケント郡、ドーチェスター郡と接していた。1713年、クイーンアンズ郡はイギリスの郵便用地区となり、保安官は郵便局長を兼ね、郵便物を取りにアナポリスまで船で往復した。1773年、郡の一部とドーチェスター郡の一部を合わせて、キャロライン郡が作られた。現在の領域はタルボット郡、キャロライン郡、ケント郡およびチェサピーク湾に接している。
アメリカ合衆国が独立した時点で、郡内には幾つかの教会、1つの政府、学校、郵便局があった。
1876年、クイーンアンズ郡では「メリーランド・シティズン」と呼ぶ独立系新聞を初めて発行し、センタービルには銀行が1軒あった。このセンタービル国定銀行は現在も存在している。1868年、鉄道が開通し、ボルチモアから北はチェサピーク湾奥まで、南はクイーンズタウンまでが繋がり、東はデラウェア州のレホボスまで、さらに南のバージニア州東海岸部にも通じた。
クイーンアンズ郡からはアメリカ野球殿堂入りしたジミー・フォックスが出た。フォックスが育ったサドラーズビルにはその彫像と小さな公園がある。

## 郡政府
クイーンアンズ郡1990年に州法の下に自治権を認められた。
政府は郡政委員会方式である。郡全体を選挙区に選挙で選ばれる委員5人で構成され、各委員はその代表する4つの地区の1つに住んでいる必要がある。5人目の委員が初年に議長となる。郡の法典ではその後議長をローテーションさせることを認めている。委員の任期は4年間である。

## 地理
アメリカ合衆国国勢調査局に拠れば、郡域全面積は509.79平方マイル (1,320.4 km2)であり、このうち陸地372.21平方マイル (964.0 km2)、水域は137.58平方マイル (356.3 km2)で水域率は26.99%である。

### 隣接する郡
- ケント郡 - 北
- ケント郡 (デラウェア州) - 東
- タルボット郡 - 南
- キャロライン郡 - 南東
- アナランデル郡 - 西

## 人口動態
以下は2000年国勢調査による人口統計データである。
| 基礎データ - 人口: 40,563人 - 世帯数: 15,315 世帯 - 家族数: 11,547 家族 - 人口密度: 42人/km2（109人/mi2） - 住居数: 16,674軒 - 住居密度: 17軒/km2（45軒/mi2） 人種別人口構成（2000年統計、（ ）内は2010年統計） - 白人: 89.05% (88.7%) - アフリカン・アメリカン: 8.78% (6.9%) - ネイティブ・アメリカン: 0.22% (0.3%) - アジア人: 0.57% (1.0%) - 太平洋諸島系: 0.02% (0.0%) - その他の人種: 0.43% (1.4%) - 混血: 0.93% (1.7%) - ヒスパニック・ラテン系: 1.09% (3.0%) 先祖による構成 - ドイツ系：16.9% - アメリカ人：15.1% - イギリス系：14.6% - アイルランド系：14.2% - イタリア系：5.3% 年齢別人口構成 - 18歳未満: 25.4% - 18-24歳: 5.8% - 25-44歳: 30.1% - 45-64歳: 25.9% - 65歳以上: 12.9% - 年齢の中央値: 39歳 - 性比（女性100人あたり男性の人口） - 総人口: 99.2 - 18歳以上: 96.8 | 世帯と家族（対世帯数） - 18歳未満の子供がいる: 33.3% - 結婚・同居している夫婦: 62.2% - 未婚・離婚・死別女性が世帯主: 9.5% - 非家族世帯: 24.6% - 単身世帯: 19.6% - 65歳以上の老人1人暮らし: 7.9% - 平均構成人数 - 世帯: 2.62人 - 家族: 2.99人 収入と家計 - 収入の中央値 - 世帯: 57,037米ドル - 家族: 63,713米ドル - 性別 - 男性: 44,644米ドル - 女性: 30,144米ドル - 人口1人あたり収入: 26,364米ドル - 貧困線以下 - 対人口: 6.3% - 対家族数: 4.4% - 18歳未満: 7.2% - 65歳以上: 7.3% |

## 都市と町
クイーンアンズ郡内にはメリーランド州法の町が8つある。
- バークレイ（1931年法人化）
- センタービル（1794年法人化） - 郡庁所在地
- チャーチヒル（1876年法人化）
- ミリングトン（1890年法人化、一部はケント郡）
- クイーンアン（1953年法人化、一部はタルボット郡）
- クイーンズタウン（1892年法人化）
- サドラーズビル（1870年法人化）
- テンプルビル（1865年法人化、一部はキャロライン郡）

### 国勢調査指定地域
未編入領域も「町」と考えられるが、政府は無い。アメリカ合衆国国勢調査局、アメリカ合衆国郵便公社、地元商工会議所など様々な組織がその町を定義している。法人化はされていないので、その境界が定義されていない。アメリカ合衆国国勢調査局は以下の国勢調査指定地域を登録している。
- チェスター
- グレイソンビル
- ケントナローズ
- キングスタウン
- スティーブンスビル

### 未編入の町
- クランプタウン
- ドミニオン
- イングルサイド
- ラブポイント
- マタピーク
- プライス
- ロマンコーク
- ルースバーグ

## 教育

### 公立学校
- ケントアイランド高校
- クイーンアンズ郡高校
- センタービル中学校
- マタピーク中学校
- スティーブンスビル中学校
- サドラーズビル中学校
- ベイサイド小学校
- センタービル小学校
- チャーチヒル小学校
- グレイソンビル小学校
- ケナード小学校
- ケントアイランド小学校
- マタピーク小学校
- サドラーズビル小学校
- ガンストン・デイスクール
- ワイリバー・アッパースクール

### 高等教育機関
- チェサピーク・カレッジ